# Punk’s Not Dead
Punk’s Not Dead — дебютный студийный альбом шотландской панк-рок-группы The Exploited, выпущенный в 1981 году на лейбле Secret Records. Альбом стал самым успешным независимым альбомом 1981 года в Великобритании и является одним из самых значимых альбомов в истории панк-рока.

## Об альбоме
Название альбома стало одним из известнейших слоганов панк-движения. Слоган является ответом на песню другой британской панк-группы Crass «Punk Is Dead», а также способом показать, что не все панк-группы распались или ушли в коммерческий нью-вейв.
Обложка альбома представляет собой фотографию плачущего ребёнка в футболке большого размера с изображением газетного заголовка «Сид Вишес мёртв» на фоне стены с граффити «Punk’s Not Dead». На следующем альбоме группы будет присутствовать песня «Sid Vicious Was Innocent», так же отсылающая к фигуре Вишеса. Сама же фотография помещена на фон, изображающий публику на панк-концерте, выполненный в красных тонах.
В 2001 году английский лейбл Captain Oi! Records переиздал альбом, включив в него бонус-треками песни, вошедшие в сборник «Oi! The Album» и 4 первых сингла группы (кроме песни «I Believe in Anarchy» — би-сайда с сингла «Exploited Barmy Army», так как аналогичная её версия уже присутствовала на альбоме).
В 2007 году в прокат вышел документальный фильм о хардкор-панке с названием Punk’s Not Dead режиссёра Сюзана Дённера. Фильм был представлен на многих кинофестивалях. Премьера фильма состоялась на Каннском фестивале 23 июня 2006 года.

## Список композиций
Все песни были написаны Бьюкэн/Дункан/Кэмпбелл,Маккормак, кроме особо отмеченных
Сторона 1
1. «Punk’s Not Dead» — 1:51
2. «Mucky Pup» — 1:42 (кавер группы Puncture)
3. «Cop Cars» — 1:52
4. «Free Flight» — 3:35
5. «Army Life (Part 2)» — 2:37 (Бьюкэн)
6. «Blown to Bits» — 2:40 (Бьюкэн/Дункан)
7. «Sex & Violence» — 5:11

Сторона 2
1. «SPG» — 2:07
2. «Royalty» — 2:07
3. «Dole Q» — 1:51
4. «Exploited Barmy Army» — 2:28
5. «Ripper» — 2:03
6. «Out of Control» — 2:52
7. «Son of a Copper» — 2:39
8. «I Believe in Anarchy» — 2:03

#### Бонус-треки с переиздания 2001 года
1. «Daily News» — 3:04 (Бьюкэн/Дункан)
2. «I Still Believe in Anarchy» — 1:59
3. «Army Life» — 2:27(Бьюкэн/Дункан)
4. «Fuck the Mods» — 1:59
5. «Crashed Out» — 2:34
6. «Exploited Barmy Army» — 2:17
7. «What You Gonna Do» — 2:18
8. «Dogs of War» — 1:42
9. «Blown to Bits» (live) — 1:28
10. «Dead Cities» — 1:54
11. «Hitler’s in the Charts Again» — 2:38
12. «Class War» — 1:24

- песни 16, 17 со сборника «Oi! The Album»
- песни 18 — 20 с сингла «Army Life» (1980)
- песни 21, 22 с сингла «Exploited Barmy Army» (1980)
- песни 23, 24 с сингла «Dogs of War» (1981)
- песни 25 — 27 с сингла «Dead Cities» (1981)

## Участники записи
- Уотти Бьюкэн — вокал
- Джон «Биг» Дункан — гитара, бэк-вокал
- Гари Маккормак — бас-гитара, бэк-вокал
- Дрю Стикс (Эндрю Кэмпбелл) — ударные, бэк-вокал
- Кэрол и Нэви — бэк-вокал